# Хатиџе-султанија (ћерка Мехмеда IV)
Султанија Хатиџе је била најстарије дете Мехмеда IV и султаније Рабије Гулнуш. Могуће да је добила је име у част султаније Хатиџе, ћерке султана Мурата III, која је умрла за време владавине њеног оца.

## Први брак
Удата је 1675. године за Мустафа-пашу, који је 1666. одбио руку Хатиџине тетке султаније Атике, да би оженио султанову ћерку.
Из брака је добила два сина, Мехмеда и Хасана, који су умрли као деца. 

## Други брак
Њен стриц Сулејман II ју је удао 1691. године за свог блиског пријатеља, Хасан-пашу. Причало се да су имали срећан брак. 
У браку је рођена ћерка Ајше султанија(1697-1717), која је умрла на порођају.

## Живот
Хатиџе је била једна од дуговечнијих султанија, која је видела владавину шест султана. Била је политички активна. Била је након своје сестре Фатме, јако блиска са својом мајком.

## Смрт
Султанија Хатиџе је била најдуговечнија султанија икада. Умрла је 5. јула 1743. године. Сахрањена је у џамији Турхан султаније, поред свог оца.